# Tucson Amateur Packet Radio
Tucson Amateur Packet Radio (TAPR) est une organisation internationale de radioamateurs s'intéressant plus particulièrement au packet radio. Fondée en 1981 à Tucson, en Arizona, elle a créé en 1982 le premier Terminal Node Controller (TNC) largement diffusé. Elle a également créé en 2007 la licence TAPR OHL (en) pour le matériel libre.